# Montanhas Togo

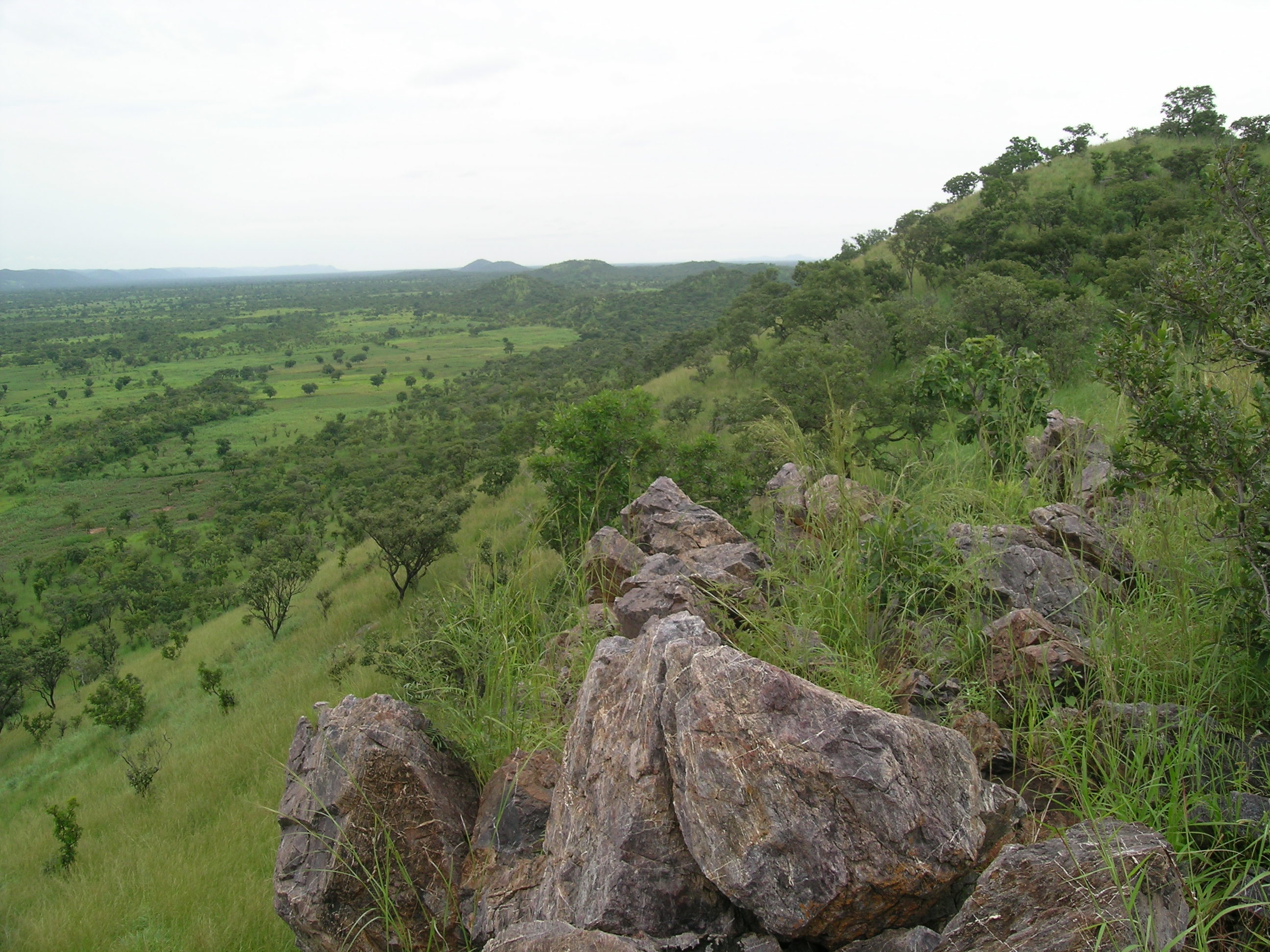
A cadeia de montanhas, na porção localizada no Benim.

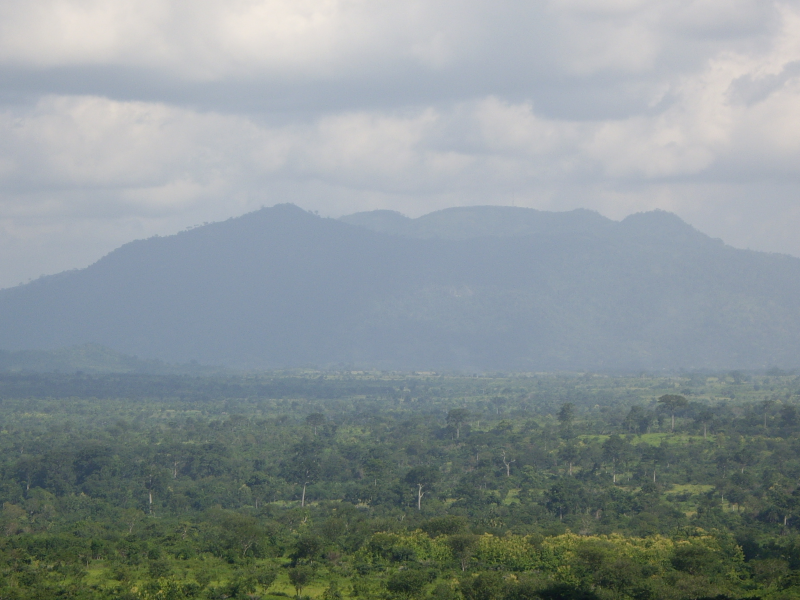
O monte Agou, no Togo, faz parte desta cordilheira.

As montanhas Togo são uma cadeia montanhosa que se estende pela África Ocidental, atravessando a região central do Togo, do sudoeste ao nordeste do país. A nordeste, as montanhas estendem-se ao Benim, onde são conhecidas como Montanhas Atakora. A sudoeste, prolongam-se pelo território do Gana, onde são conhecidas como as Colinas Akwapim. Uma parte da cordilheira está associada com o Níger, onde o Parque Nacional W do Níger está localizado.
O mabeco, também conhecido como cão selvagem africano, originalmente podia ser encontrado nesta região, mas hoje em dia acredita-se que está extinto no local.

## Geografia
A altitude média destas montanhas é de 986 metros, e o pico mais alto no Togo é o Monte Agou, com uma altitude de 700 metros. Esse monte fica próximo da fronteira com o Gana. A norte das montanhas há uma extensão de savana, cortada pelo vale sinuoso do Rio Oti, um afluente do Rio Volta, que corre através do Lago Volta até desaguar no Golfo da Guiné, no Gana. Diversos tributários desse rio fluem a partir das vertentes setentrionais das Montanhas Togo.
A sul das montanhas há um planalto, que mais ao sul desce gradualmente em direção à costa. Os rios que saem do centro e do sul das montanhas conectam-se com o Rio Mono, que corre até ao Golfo da Guiné passando pelos pântanos da Fronteira Benim-Togo.